# Danny Way

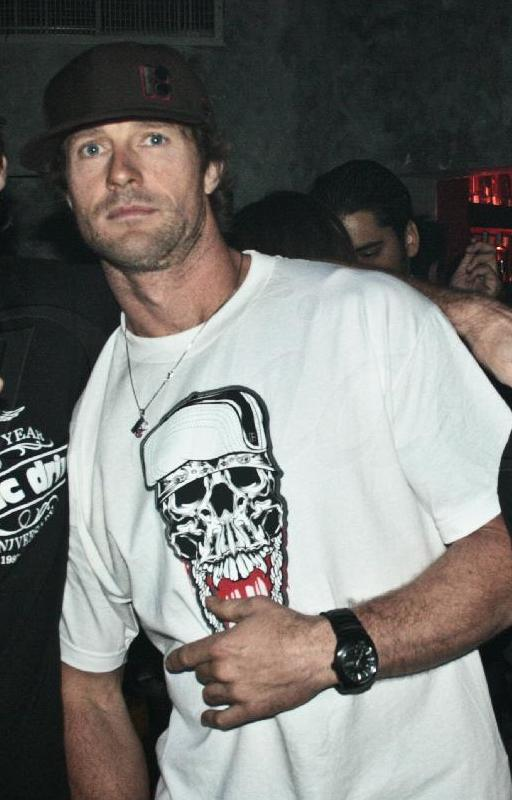
Danny Way (2007)

Danny Way (Portland, 15 april 1974) is een professioneel Vert-skater die vooral bekend is van zijn "Big Air-tricks", stunts met een schans van 30 meter hoog. Hij brak verschillende wereldrecords en is de eerste professionele skater die tweemaal tot skater van het jaar werd benoemd.

## Records
Way heeft de hoogste drop (25 m), de verste air (100 m) en de hoogste air (40 m) ooit gedaan. Hij heeft een nieuwe discipline bij de X Games, de Big Air, al twee jaar op een rij gewonnen, zo lang als het onderdeel bestaat.
In 2005 was hij de eerste mens die over de Chinese Muur sprong met een skateboard. Geen half jaar later was hij de eerste skater die een backflip, of een achterwaartse salto, deed op een Big Air.